# Рябов, Виталий Захарович
Виталий Захарович Рябов (19.04.1931 — 29.11.1994) — директор Лысьвенского турбогенераторного завода (1972—1987), лауреат Государственной премии СССР (1981).

## Биография
Родился 19 апреля 1931 года в д. Балаксино Богородского района Кировской области.
Окончил Уральский политехнический институт (1964) по специальности инженер-электромеханик и Институт повышения квалификации руководящих работников и специалистов электротехнической промышленности (1975).
С 1951 по 1994 г. работал на Лысьвенском турбогенераторном заводе: слесарь, токарь-расточник (1954), старший инженер-технолог, начальник ОМТС, инженер-конструктор отдела главного конструктора, начальник изоляционно-обмоточного и инструментального цехов, главный конструктор, главный инженер СКБ, с 1972 по 1987 год — директор завода, с 1988 года — начальник строящегося сборочного цеха и испытательной станции ЛТГЗ.
Руководил разработкой электродвигателей серии СТД, которыми в дальнейшем были оснащены крупнейшие нефте- и газопроводы Сибири, Средней Азии и Европейской части Советского Союза. Они поставлялись в Ливию, Египет, Ирак, Китай, Турцию и другие страны.
Руководил внедрением новых технологических процессов (термореактивной изоляции типа «Монолит-2» для статорных обмоток, и других).
Умер в Лысьве 29 ноября 1994 года.

## Награды и звания
- Государственная премия СССР (1981) — за разработку, создание и внедрение новых синхронных неявнополюсных электродвигателей серии СТД мощностью от 630 до 12500 КВт, напряжением 6 и 10 КВт для нефтяной, газовой, химической, металлургической промышленности и других отраслей народного хозяйства.
- Орден Трудового Красного Знамени (1976);
- Две медали.